# Argentina Open 2017
Argentina Open 2017 — тенісний турнір, що проходив на ґрунтових кортах у місті Буенос-Айрес, Аргентина з 13 лютого. Належав до категорії ATP World Tour 250.

## Фінальна частина

### Одиночний розряд
Олександр Долгополов —  Нісікорі Кей 7–6(7–4), 6–4

### Парний розряд
Хуан Себастьян Кабаль /  Роберт Фара —  Сантьяго Гонсалес /  Давід Марреро 6–1, 6–4